# Władysław Gębczyk
Władysław Gębczyk (ur. 15 października 1929 w Spytkowicach, zm. 29 marca 1982) – polski polityk ruchu ludowego, poseł na Sejm PRL VIII kadencji z okręgu Andrychów.

## Życiorys
Posiadał wykształcenie średnie, z zawodu był elektromonterem. W 1946 został członkiem Związku Młodzieży Wiejskiej RP Wici, a w 1949 Zjednoczonego Stronnictwa Ludowego. Zasiadał w Wojewódzkim Komitecie partii w Bielsku-Białej, był też prezesem jej Gminnego Komitetu w Spytkowicach. Był kierownikiem posterunku energetycznego w Zakładach Energetycznych w Wadowicach. Od 1954 był radnym Gromadzkiej Rady Narodowej w Spytkowicach, od 1962 radnym Powiatowej Rady Narodowej w Wadowicach, od 1975 radnym Wojewódzkiej Rady Narodowej w Bielsku-Białej, a od 1980 posłem na Sejm PRL (członkiem Komisji Komunikacji i Łączności Górnictwa oraz Komisji Energetyki i Chemii).
Zginął śmiercią tragiczną w trakcie kadencji, pochowany na cmentarzu komunalnym w Spytkowicach.

## Odznaczenia
- Złoty Krzyż Zasługi
- Srebrny Krzyż Zasługi
- Medal 30-lecia Polski Ludowej
- Odznaka „Zasłużony Działacz Frontu Jedności Narodu”